# Elodie van Stiepelteen
Gravin Elodie van Stiepelteen is een personage uit de Vlaamse stripreeks Jommeke. Zij is een adellijke dame en een vriendin van Jommeke. 

## Omschrijving
Elodie van Stiepelteen is een gravin en wordt in de reeks ook vaak aangeduid als 'de gravin'. Zij is een grote struise vrouw en al wat ouder. Ze heeft wit krullend haar. Meestal draagt ze een roze jurk en witte hakschoenen en een wit halssnoer dat uit parels bestaat. Al snel ontwikkelt haar personage zich tot een zelfzekere vrouw. Ze kan dominant zijn, maar is altijd eerlijk en een vrouw van haar woord. Ze kan haar mannetje staan, zeker als zij of een van haar dierbaren bedreigd worden. 
Elodie wordt in de reeks geïntroduceerd in het 17de album, Diep in de put. Zij is dan de weduwe van de graaf van Stiepelteen en woont op een groot kasteel. Ze woont er alleen met haar hond Fifi, die zo groot is dat ze er op kan paardrijden. Zij doet dat vaak en is dan in ruiterkostuum gekleed. In een later album, De zeven snuifdozen, verlooft ze zich met baron Odilon van Piependale, die in alles het omgekeerde is van haar. Hun huwelijk wordt niet in het album getoond, maar in het volgende album waarin ze voorkomen, zijn ze al man en vrouw. Hun liefde is heel sterk en wanneer een van hen bedreigd wordt, springt de andere steeds in de bres voor hem of haar. Gezien hun oudere leeftijd hebben ze geen kinderen.
De gravin stamt uit een oud adellijk geslacht dat steeds op het kasteel woonde, hoewel een keer vermeld wordt dat het kasteel vroeger andere eigenaars had. In het eerste album waarin ze voorkomt, vinden Jommeke en zijn vrienden de familieschat van de Stiepelteens, maar de gravin blijkt uit latere albums steenrijk te zijn. In het eerste album vindt Jommeke het kasteel van de gravin pas na drie dagen trekken door de bossen, maar later blijkt het kasteel gewoon in Zonnedorp te liggen.
In album De babbelpil viert Elodie haar zestigste verjaardag.

## Albums
Gravin Elodie van Stiepelteen komt voor in volgende albums : Diep in de put, Met Fifi op reis, De zeven snuifdozen, Het rode oog, ...